# 松平信圭
松平 信圭（まつだいら のぶかど）は、江戸時代後期の大名。駿河国小島藩の第6代藩主。滝脇松平家13代。官位は従五位下・安房守。

## 略歴
第5代藩主・松平信義の長男として誕生。母は松平昌信の娘。幼名は寛之進。
寛政12年（1800年）7月20日、父の隠居により家督を継いだ。書に優れた人物で、多くの作品を残している。
文化12年（1815年）10月6日、長男・信友に家督を譲って隠居した。文政3年（1820年）に45歳で死去。墓所は東京都台東区下谷の英信寺。

## 系譜
父母
- 松平信義（父）
- 松平昌信の娘

正室、継室
- 大岡忠喜の娘（正室）
- 板倉佑勝の娘（継室）

子女
- 松平信友（長男）生母は正室
- 土井昌成（次男）
- 松平信厚（三男）
- 松平忠告（四男）
- 渡辺隆正室